# Trochosa bukobae
Trochosa bukobae là một loài nhện trong họ Lycosidae.
Loài này thuộc chi Trochosa. Trochosa bukobae được Embrik Strand miêu tả năm 1916.